# Nemes-kápolna
A hídvégi Nemes-kápolna műemlékké nyilvánított épület Romániában, Kovászna megyében. A romániai műemlékek jegyzékében a CV-IV-m-B-13220 sorszámon szerepel.